# Regnbågsfamiljen
Regnbågsfamiljen är en TV-serie i tio avsnitt för barn, som visades på SVT:s Barnkanalen  2016. TV-serien skapades av filmregissör My Sandström (manus och regi), och medverkar i serien gör bland annat Göran Ragnerstam. Regnbågsfamiljen har även visats på finländska YLE:s svenskspråkiga webb-tv-kanal Arenan  samt på norska NRK TV .

## Handling
Regnbågsfamiljen handlar om syskonen Acke och Fia, 5 år, som har två mammor, två pappor och åtta mor- och farföräldrar. Tanken är att skildra verkligheten ur barnets perspektiv och låta frågeställningar som rör femåringens värld styra handlingen. TV-seriens mål är att på ett naturligt och roligt sätt visa på nya typer av familjekonstellationer. Den vill inte problematisera utan enbart konstatera att det är bra att vara annorlunda. 